# Vahvanen (sjö i Karstula, Mellersta Finland, Finland)
Vahvanen eller Vahvasenjärvi är en sjö i Finland. Den ligger i kommunen Karstula i landskapet Mellersta Finland, i den centrala delen av landet, 290 km norr om huvudstaden Helsingfors. Vahvanen ligger 191,7 meter över havet. Den är 7,1 meter djup. Arean är 1,95 kvadratkilometer och strandlinjen är 18,34 kilometer lång. Sjön  ingår i Kymmene älvs huvudavrinningsområde.   I omgivningarna runt Vahvanen växer i huvudsak barrskog.
I övrigt finns följande i Vahvanen:
- Talassaari (en ö)
- Isosaari (en ö)
- Peurasaari (en ö)